# Oscar 1968
A 40.ª cerimônia do Oscar ou Oscar 1968 (no original: 40th Academy Awards), apresentada pela Academia de Artes e Ciências Cinematográficas, premiou os melhores atores, técnicos e filmes de 1967 no dia 10 de abril de 1968, em Los Angeles e teve como mestres de cerimônias Bob Hope.
O drama In the Heat of the Night foi premiado na categoria mais importante: melhor filme.

## Indicados e vencedores
| Melhor Filme - In the Heat of the Night - Bonnie and Clyde - Doctor Dolittle - The Graduate - Guess Who's Coming to Dinner | Melhor Diretor - Mike Nichols – The Graduate - Richard Brooks – In Cold Blood - Norman Jewison – In the Heat of the Night - Stanley Kramer – Guess Who's Coming to Dinner - Arthur Penn – Bonnie and Clyde |
| Melhor Ator/Actor (Principal) - Rod Steiger – In the Heat of the Night como Bill Gillespie - Warren Beatty – Bonnie and Clyde como Clyde Barrow - Dustin Hoffman – The Graduate como Benjamin Braddock - Paul Newman – Cool Hand Luke como Jackson - Spencer Tracy – Guess Who's Coming to Dinner como Matt Drayton         | Melhor Atriz/Actriz (Principal) - Katharine Hepburn – Guess Who's Coming to Dinner como Christina Drayton - Anne Bancroft – The Graduate como Robinson - Faye Dunaway – Bonnie and Clyde como Bonnie Parker - Edith Evans – The Whisperers como Ross - Audrey Hepburn – Wait Until Dark como Susy Hendrix                                   |
| Melhor Ator/Actor Coadjuvante/Secundário - George Kennedy – Cool Hand Luke como Dragline - John Cassavetes – The Dirty Dozen como V.R. Franko - Gene Hackman – Bonnie and Clyde como Buck Barrow - Cecil Kellaway – Guess Who's Coming to Dinner como Monsignor Ryan - Michael J. Pollard – Bonnie and Clyde como C.W. Moss | Melhor Atriz/Actriz Coadjuvante/Secundária - Estelle Parsons – Bonnie and Clyde como Blanche Barrow - Carol Channing – Thoroughly Modern Millie como Muzzy - Mildred Natwick – Barefoot in the Park como Ethel Banks - Beah Richards – Guess Who's Coming to Dinner como Mary Prentice - Katharine Ross – The Graduate como Elaine Robinson |
| Melhor Roteiro/Argumento - Original - Guess Who's Coming to Dinner - Bonnie and Clyde - Divorce American Style - The War Is Over - Two for the Road | Melhor Roteiro/Argumento - Adaptado - In the Heat of the Night - Cool Hand Luke - The Graduate - In Cold Blood - Ulysses |
| Melhor Figurino/Guarda-Roupa - Camelot - Bonnie and Clyde - The Happiest Millionaire - The Taming of the Shrew - Thoroughly Modern Millie | Melhor Filme Estrangeiro - Ostře Sledované Vlaky ( Checoslováquia) - El Amor Brujo ( Espanha) - Skupljači Perja ( Iugoslávia) - Vivre pour Vivre ( França) - Chieko-sho ( Japão) |
| Melhor Documentário em Longa-metragem - The Anderson Platoon - Festival - Harvest - A King's Story - A Time for Burning | Melhor Documentário em Curta-metragem - The Redwoods - Monument to the Dream - A Place to Stand - See You at the Pillar - While I Run This Race |
| Melhor Curta-metragem - A Place to Stand - Paddle to the Sea - Sky over Holland - Stop, Look and Listen | Melhor Animação em Curta-metragem - The Box - Hypothese Beta - What on Earth! |
| Melhor Trilha Sonora/Banda Sonora - Thoroughly Modern Millie - Cool Hand Luke - Doctor Dolittle - Far from the Madding Crowd - In Cold Blood | Melhor Canção original - "Talk to the Animals" por Doctor Dolittle - "The Bare Necessities" por The Jungle Book - "The Eyes of Love" por Banning - "The Look of Love" por Casino Royale - "Thoroughly Modern Millie" por Thoroughly Modern Millie                                                                                           |
| Melhor Trilha Sonora/Banda Sonora Adaptada - Camelot - Doctor Dolittle - Guess Who's Coming to Dinner - Thoroughly Modern Millie - Valley of the Dolls | Melhor mixagem/mistura de Som - In the Heat of the Night - Camelot - The Dirty Dozen - Doctor Dolittle - Thoroughly Modern Millie |
| Melhor Direção de Arte - Camelot - Doctor Dolittle - Guess Who's Coming to Dinner - The Taming of the Shrew - Thoroughly Modern Millie | Melhor Cinematografia/Fotografia - Bonnie and Clyde - Camelot - Doctor Dolittle - The Graduate - In Cold Blood |
| Melhor Edição/Montagem - In the Heat of the Night - Beach Red - The Dirty Dozen - Doctor Dolittle - Guess Who's Coming to Dinner | Melhores Efeitos Visuais - Doctor Dolittle - Tobruk |
| Melhor Edição de Som - The Dirty Dozen - In the Heat of the Night | |

### Múltiplas indicações
- 10 indicações: Bonnie and Clyde e Guess Who's Coming to Dinner
- 9 indicações: Doctor Dolittle
- 7 indicações: The Graduate, In the Heat of the Night e Thoroughly Modern Millie
- 5 indicações: Camelot
- 4 indicações: Cool Hand Luke, The Dirty Dozen e In Cold Blood
- 2 indicações: A Place to Stand e The Taming of the Shrew